# Jeypur
Jeypur là một thành phố và khu đô thị của quận Koraput thuộc bang Orissa, Ấn Độ.

## Nhân khẩu
Theo điều tra dân số năm 2001 của Ấn Độ, Jeypur có dân số 76.560 người. Phái nam chiếm 51% tổng số dân và phái nữ chiếm 49%. Jeypur có tỷ lệ 69% biết đọc biết viết, cao hơn tỷ lệ trung bình toàn quốc là 59,5%: tỷ lệ cho phái nam là 76%, và tỷ lệ cho phái nữ là 61%. Tại Jeypur, 12% dân số nhỏ hơn 6 tuổi.